# Racisme científic

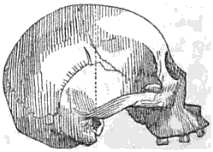
Representació del prototip de cervell d'esquimal segons la classificació etnoracial de Josiah Clark Nott i George Robins.

L'anomenat racisme científic és la pretensió de demostrar l'existència de races humanes i estudiar les seves diferències. Va sorgir amb determinades escoles de l'antropologia de finals del segle xix i perdura fins a l'actualitat malgrat les denúncies d'institucions com la UNESCO o universitats de diferents països.

## Els orígens
Des dels inicis de l'estudi de la biologia s'ha intentat agrupar l'ésser humà en races, aplicant criteris descriptius com els de Georges Cuvier, el qual va distingir entre caucàsics, mongòlics i etiòpics basant-se en el color de la pell i sentant els precedents del supremacisme blanc en afirmar que la raça original d'Adam era la caucàsica i les altres dues derivacions. Christoph Meiners, per contra, va afirmar que cada raça tenia orígens diferents, i que la blanca comptava amb membres de més bellesa i intel·ligència.
Aquest darrer tret ha estat dels més usats pel racisme científic. Primerament les suposades diferències de capacitat es basaven en mesures cranials, com les de Pieter Camper i sobretot les de Samuel George Morton. William Zebina Ripley va acceptar les conclusions de Morton i va traçar un mapa de països segons la seva intel·ligència potencial. A diferència dels antics racistes científics, va ubicar els jueus a la part més baixa de la piràmide, obrint la porta a les justificacions de l'antisemitisme populars a Alemanya i els Estats Units.

## El segle XVIII
Carl Linnaeus reconegut com el pare de la taxonomia va classificar els humans en 4 categories diferentes cada una d'aquestes en les seves característiques fisiognòmiques "depenent del lloc d'origen".
L'Africanus: negre, flemàtic, relaxat; cabell negre i encrespat; pell sedosa, nas pla, llavis tumids
L'Americanus: vermell, colèric, cabell negre, llis i gruixut; orificis nasals inflamats; sense barba; tossut, zelós, lliure.
L' Europeu : blanc, musculós; amb els cabells llargs rossos; ulls blaus; amable, agut, inventiu; cobert amb vestidures tancades; regit per la duana.
Durant aquest segle diversos pensadors van fer èmfasi en el Poligenisme, el fet que des dels inicis la humanitat estava dividida en races que no calia barrejar.

## El segle XIX

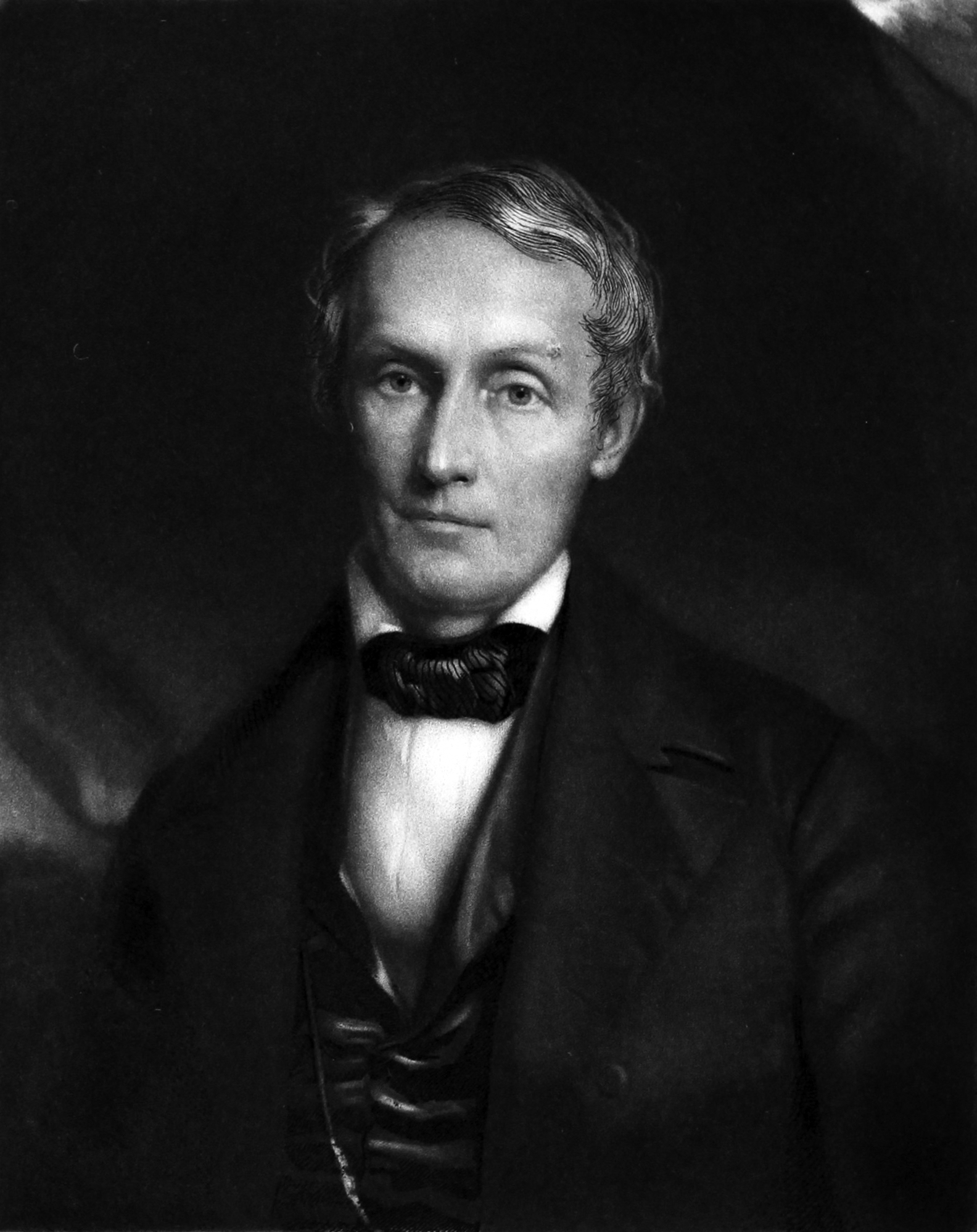
Samuel George Morton (1799-1851)

Samuel Morton, un important metge estatunidenc, va exposar arguments en contra d'una creació única, i, en canvi, va donar suport a la idea de múltiples creacions racials. A la seva teoria defensava que cada raça havia estat creada per separat i amb unes característiques específiques i concretes, és a dir, que dividia el gènere humà en diverses espècies. Morton tenia fama de tenir una gran col·lecció de cranis, aquesta la va utilitzar per a la seva investigació, i inspeccionant diferents cranis de l'antic Egipte va concloure que els caucàsics i els etíops ja eren diferents fa 3000 anys.
Joseph-Arthur Gobineau va usar l'etnografia per analitzar els triomfs i fracassos de cadascuna de les tres races humanes, ajudant a la seva jerarquització.

## El segle XX
Madison Grant va aplicar els postulats del racisme científic al seu llibre The Passing of the Great Race, on es justifica l'eugenèsia i obre una via cap a la discriminació de les races o grups considerats inferiors. Charles Davenport va desenvolupar les seves teories, que resultarien una de les bases ideològiques de l'holocaust.
El racisme científic va adoptar als primers anys del segle XX les teories de la psicologia sobre la mesura de quocient intel·lectual, mesurant la capacitat abstracta de diferents col·lectius ètnics amb diversos tests. La UNESCO va refutar aquestes troballes al seu informe The Race Question del 1950 però van continuar defensant-se des d'alguns cercles acadèmics, com proven els treballs de Richard Herrnstein, al polèmic llibre The Bell Curve.